# Água Gunu
Água Gunu ist ein Ort im Distrikt Mé-Zóchi auf der Insel São Tomé im Inselstaat São Tomé und Príncipe. 2008 wurden 1018 Einwohner gezählt.

## Geographie
Der Ort liegt im Hinterland zwischen Bela Vista und Madalena.